# Actopan (Veracruz)
Pour les articles homonymes, voir Actopan.
La municipalité d'Actopan est l'une des 212 municipalités de l'État de Veracruz, et est située dans la partie centrale de cet État.
Située sur la côte du golfe du Mexique, elle est traversée par le fleuve Río Actopan, qui prend sa source à l'ouest, près du volcan Cofre de Perote, et dont l'embouchure se situe plus au sud, dans la municipalité d'Úrsulo Galván. Son chef-lieu est la ville éponyme d'Actopan. Elle dépend de la région administrative de Capital, qui est une des 10 subdivisions administratives de l'État de Veracruz, et qui comprend la capitale étatique de Xalapa, située à l'ouest.

## Géographie
La municipalité d'Actopan s'étend d'ouest en est dans le bassin versant du fleuve Río Actopan, légèrement au nord de son embouchure dans le golfe du Mexique qui la borde à l'est. Ce fleuve la traverse du nord-ouest au sud-est, tandis que l'un de ses principaux affluents, le Río Paso de la Milpa, forme pour partie sa limite sud-ouest. Sa limite sud-est est elle formée par un fleuve côtier, le Río Agua Fría. Son littoral est bordé par trois lagunes, au sud celle de La Mancha, et au nord celles de Farallón et de Llano. Pour partie montagneux, avec la Sierra Chiconquiaco, l'altitude de son territoire oscille entre 1 et 1000 mètres. Son chef-lieu, la ville éponyme d'Actopan, se trouve dans la partie est de son territoire, sur la rive nord du fleuve Río Actopan. Ce territoire couvre une superficie de 859,5 km2, et était peuplé en 2020 de 41 742 habitants, pour une densité de 48,6 km2.
Cette municipalité est limitrophe au nord de celles Alto Lucero de Gutiérrez Barrios et de Naolinco, à l'ouest de celle de Emiliano Zapata, et au sud de celles de Puente Nacional et d'Úrsulo Galván.

## Composition et démographie
La municipalité était composée en 2020 de 194 localités, dont 2 étaient considérées comme urbaines, les autres étant rurales.
| Localité                    | Population |
| --------------------------- | ---------- |
| Actopan                     | 4 607      |
| Mozomboa                    | 3 329      |
| Coyolillo                   | 2 394      |
| Tinajitas                   | 2 038      |
| Santa Rosa (General Pinzón) | 1 975      |
| Reste des localités         | 27 399     |
| Total population            | 41 742     |

En plus de l'espagnol, plusieurs langues amérindiennes sont parlées dans la municipalité, dont les principales sont par ordre d'importance : le nahuatl, le totonaque et le tseltal.

## Histoire

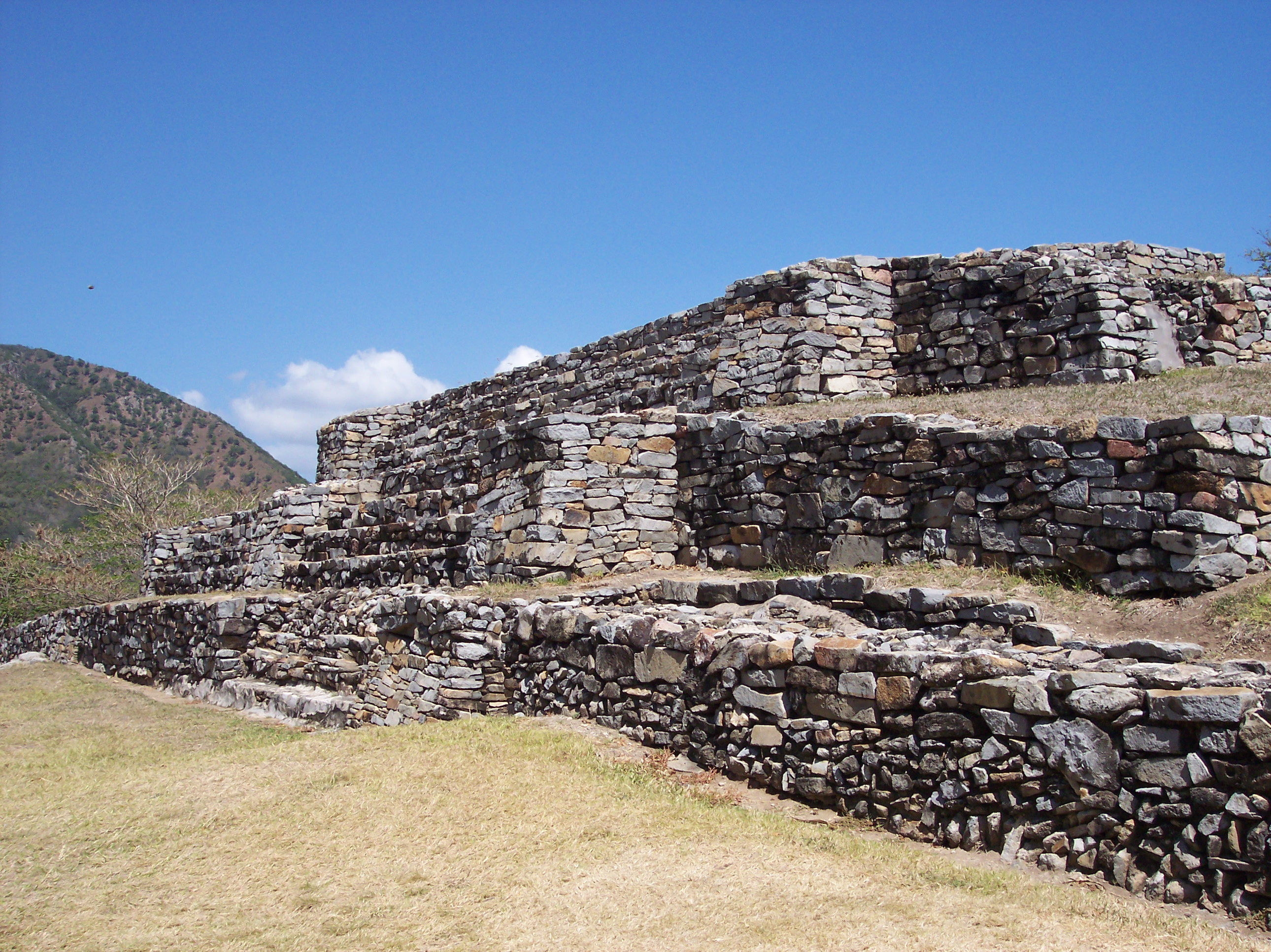
Site archéologique de Quiahuiztlan

Plusieurs localités présentent des vestiges archéologiques attribuables à la période préclassique moyenne (IXe – VIe siècles avant notre ère). C'est le cas notamment à El Trapiche, Chalahuite, Ranchito de las Animas et Los Idolos.
Le site de Ranchito de las Animas connaît une occupation totonaque postérieure, entre 600 et 900 de notre ère.
Le site archéologique totonaque de Quiahuiztlán est lui contemporain de la conquête espagnole du Mexique par Hernán Cortés au début du XVIe siècle. À proximité sera ensuite fondée le premier établissement espagnol, à Villa Rica de la Vera Cruz.

## Économie

### Agriculture et élevage
La superficie des parcelles semées représentait en 2019 une surface totale de 12 853,5 hectares, parmi lesquels 6270 hectares voués à la culture de la canne à sucre, 4 043 hectares voués à la culture de la mangue, et 1 520,5 hectares voués à celle du maïs.

En 2020, la production de viande par tonnes comprenait 1 732,4 tonnes de viande bovine, 78,2 tonnes de viande porcine, 16,1 tonnes de viande ovine, 0,7 tonne de viande caprine, 60,9 tonnes de volailles, et 2 tonnes de dinde. La superficie vouée à l'élevage représentait alors 64 136 hectares.